# Liste der Kulturgüter in Lens
Die Liste der Kulturgüter in Lens enthält alle Objekte in der Gemeinde Lens im Kanton Wallis, die gemäss der Haager Konvention zum Schutz von Kulturgut bei bewaffneten Konflikten, dem Bundesgesetz vom 20. Juni 2014 über den Schutz der Kulturgüter bei bewaffneten Konflikten sowie der Verordnung vom 29. Oktober 2014 über den Schutz der Kulturgüter bei bewaffneten Konflikten unter Schutz stehen.
Objekte der Kategorie A sind im Gemeindegebiet nicht ausgewiesen, Objekte der Kategorie B sind vollständig in der Liste enthalten, Objekte der Kategorie C fehlen zurzeit (Stand: 1. Januar 2023).

## Kulturgüter
| Foto | | Objekt | Kat. | Typ | Standort                                     | Beschreibung |
| ---- | --- | --- | ---- | --- | -------------------------------------------- | ------------ |
| ja   | Datei hochladen · Wikidata zu Kirche Saint-Pierre und Glockenturm (Q29892226)                        | Kirche Saint-Pierre und Glockenturm / Église Saint-Pierre et clocher KGS-Nr.: 06797                                       | B    | G   | Place de l'Eglise 6 600498 / 125266          |              |
| ja   | Datei hochladen · Wikidata zu Le Manoir (Q107282055)                                                 | Le Manoir KGS-Nr.: 06798                                                                                                  | B    | G   | Chemin du Châtelard 18 600441 / 125240       |              |
| ja   | Datei hochladen · Wikidata zu Monumentalstatue Christ-König (Q805439)                                | Monumentalstatue Christ-Roi KGS-Nr.: 06799                                                                                | B    | K   | Le Châtelard 599916 / 124633                 |              |
| ja   | Datei hochladen · Wikidata zu Bemaltes Haus (ehemalige Herberge) (Q12015089)                         | Bemaltes Haus (ehemalige Herberge) / Maison peinte (ancienne auberge) KGS-Nr.: 06800                                      | B    | G   | Vaas, Chemin du Tsaretton 46 601142 / 124107 |              |
| BW   | Datei hochladen · Wikidata zu Châtelard, archäologische Stätte unbekannter Zeitstellung (Q131324014) | Châtelard, archäologische Stätte unbekannter Zeitstellung / Châtelard, site archéologique période inconnue KGS-Nr.: 17242 | B    | F   | Le Châtelard 599915 / 124628                 |              |
| BW   | Datei hochladen · Wikidata zu Hotel (Jean Suter) (Q131324059)                                        | Hotel (Jean Suter) / Hôtel (Jean Suter) KGS-Nr.: 17280                                                                    | B    | G   | Chemin des Devins 10 601809 / 128782         |              |
| BW   | Datei hochladen · Wikidata zu Briguet-Haus (Q131324084)                                              | Briguet-Haus / La Maison des Briguet KGS-Nr.: 17281                                                                       | B    | G   | Chemin de Pra Dery 10 600523 / 125414        |              |
| BW   | Datei hochladen · Wikidata zu Ziegen-Haus (Q131324108)                                               | Ziegen-Haus / La Maison des chèvres KGS-Nr.: 17282                                                                        | B    | G   | Rue Principale 17 600678 / 125425            |              |
| BW   | Datei hochladen · Wikidata zu Bemaltes Haus in Miéveule (Q131338980)                                 | Bemaltes Haus in Miéveule / Maison peinte à Miéveule KGS-Nr.: 17283                                                       | B    | G   | Rue Principale 13 600673 / 125405            |              |
| BW   | Datei hochladen · Wikidata zu Haus (Q131339433)                                                      | Haus / Maison KGS-Nr.: 17284                                                                                              | B    | G   | Chemin du Royer 11 600684 / 125330           |              |